# Groupement international de travail pour les affaires indigènes
Le Groupement international de travail pour les affaires indigènes (en anglais International Work Group for Indigenous Affairs ou IWGIA) est une organisation internationale indépendante et à but non lucratif sur les droits de l'homme, dont la charte centrale est d'approuver et de promouvoir les droits des peuples indigènes du monde entier. Fondée en 1968, l'IWGIA est classée comme une organisation à but non lucratif au Danemark, le siège de son secrétariat étant basé à Copenhague. Le travail de l'IWGIA est principalement financé par les ministères nordiques des affaires étrangères et par l'Union européenne.
L'IWGIA a un statut consultatif auprès du Conseil économique et social des Nations unies et a le statut d'observateur auprès du Conseil de l'Arctique et de la Commission africaine des droits de l'homme et des peuples.

## Historique
La constitution de l'IWGIA en tant qu'organisme a été proposée et initiée en août 1968, lors du 38e Congrès international des américanistes, qui s'est tenu à Munich et Stuttgart, alors en Allemagne de l'Ouest. Formé comme une coopérative de chercheurs universitaires anthropologues et de militants des droits de l'homme, l'IWGIA s'est d'abord préoccupé de remédier aux menaces que le développement rapide des colonies et des industries faisait peser sur les groupes indigènes vivant dans le bassin amazonien. Un réseau de défense et d'activisme indigène a d'abord été établi au Brésil et au Paraguay, l'IWGIA a ensuite étendu ses activités et son engagement aux préoccupations des peuples indigènes américains en général. Par la suite, les groupes de travail, le soutien à la défense des intérêts et les publications de recherche de l'IWGIA se sont étendus pour couvrir les questions autochtones dans toutes les régions continentales du globe.
L'IWGIA est l'une des premières organisations à avoir été créée pour soutenir les peuples autochtones. Elle a été fondée en 1968 par des anthropologues préoccupés par les atrocités commises à l'encontre des Indiens d'Amérique du Sud. En l'espace de quelques années, un petit groupe de chercheurs dévoués travaillant bénévolement a réussi à créer un centre de documentation qui est devenu connu des personnes concernées dans le monde entier. Le projet s'est développé pour englober le travail international sur les droits de l'homme, les projets d'autonomisation, la publication et la diffusion d'informations.
Depuis l'adoption, le 28 mai 2000, des modifications apportées à ses statuts, l'IWGIA a été constituée en association dont les membres de base versent une cotisation annuelle pour le fonctionnement de l'organisation et le financement de ses activités.

## Activités
L'année 2019 a vu une amélioration des statistiques et des données entourant les peuples autochtones. L'Organisation internationale du travail (OIT) a publié une estimation basse de 476 millions de personnes autochtones dans le monde. Le travail d'IWGIA a été cité dans le rapport, tandis que la Banque mondiale et l'OIT reconnaissent toutes deux que, bien que les peuples autochtones ne représentent que 6 % de la population mondiale, ils constituent 15 % des personnes extrêmement pauvres dans le monde.
L'IWGIA soutient les organisations de peuples autochtones à travers ses programmes régionaux et thématiques. En décembre 2019, l'IWGIA a modifié son orientation institutionnelle, passant de trois programmes régionaux - sur l'Afrique, l'Amérique latine et l'Asie - et un programme de pays, soutenant les peuples autochtones dans la fédération de Russie, plus un programme sur le changement climatique, soutenant la participation des autochtones aux processus internationaux de changement climatique et les activités locales et la sensibilisation liées aux stratégies nationales REDD+, à quatre programmes thématiques.